# 南瓜粥
南瓜粥是韩国等國家常見的一種粥，南瓜粥由南瓜（中国南瓜）和糯稻制成。  有些南瓜粥當中還會放入紅豆或大豆以及盐和糖 。南瓜粥吃起來口感顺滑而且味道較甜，老年人和一些康复中的患者會食用此類粥。 